# Cuntis
Cuntis ist eine galicische Gemeinde in der Provinz Pontevedra im Nordwesten Spaniens mit 4.515 Einwohnern (Stand: 2024). 

## Geographie

### Lage
Sie liegt 27 km nördlich der Provinzhauptstadt und ist Teil der Comarca Caldas. Sie grenzt im Norden und Osten an die Gemeinde La Estrada. Im Süden an Campo Lameiro und Moraña und im Westen an Caldas und Valga.

## Gemeindegliederung
Die Gemeinde Cuntis ist in acht Parroquias gegliedert:
| Parroquias | Patrozinium   | Einwohner 2024 | Fläche km² | Dichte Einw./km² | Höhe msnm | Ortskennzahl |
| ---------- | ------------- | -------------- | ---------- | ---------------- | --------- | ------------ |
| Arcos      | San Breixo    | 546            | 9,69       | 56               | 303       | 36015010000  |
| Cequeril   | Santa María   | 135            | 10,42      | 13               | 332       | 36015020000  |
| Couselo    | San Miguel    | 151            | 3,93       | 38               | 250       | 36015030000  |
| Cuntis     | Santa María   | 2.266          | 26,51      | 85               | 158       | 36015040000  |
| Estacas    | San Fiz       | 302            | 7,95       | 38               | 266       | 36015050000  |
| Piñeiro    | San Mamede A. | 306            | 7,91       | 39               | 218       | 36015060000  |
| Portela    | Santa Eulalia | 177            | 4,51       | 39               | 256       | 36015070000  |
| Troáns     | Santa María   | 666            | 8,92       | 75               | 178       | 36015080000  |

## Wirtschaft
| Ackerbau, Viehzucht und Fischerei                                                  | 071   | 04,19  |
| Industrie                                                                          | 0351  | 020,72 |
| Bauwirtschaft                                                                      | 0185  | 010,92 |
| Dienstleistungsbetriebe                                                            | 1.087 | 064,17 |
| Total                                                                              | 1.694 | 100,00 |
| * Daten aus dem Statistischen Amt für Wirtschaftliche Entwicklung in Galicien, IGE |       |        |

## Persönlichkeiten
- Ana Miranda Paz (* 1971), Politikerin